# Otón II de Suabia
Otón II (h. 995-7 de septiembre del 1047), un miembro de la dinastía Ezónidas, fue conde palatino de Lotaringia desde 1034 hasta 1045 y duque de Suabia desde 1045 hasta su muerte. 

## Vida
Era el hijo del conde palatino lotaringio Ezzo (955-1043) y su esposa, Matilde de Alemania (979-1025), una hija del emperador Otón II y su consorte Teófano. Era un miembro de la dinastía ezónida. El hermano mayor de Otón, Germán se convirtió en arzobispo de Colonia en 1036; su hermana Riquilda se casó con el rey polaco Miecislao II Lampert en 1013.
A la muerte de su padre en 1034, Otón lo sucedió como conde palatino, así como conde en Deutz y en el Auelgau renano, puesto que su hermano mayor Liudolfo ya había muerto en 1031. También actuó como protector (Vogt) de la abadía de Brauweiler cerca de Colonia, que había sido fundada por sus padres.
En el conflicto con el duque Godofredo III de Baja Lorena, Otón permaneció como fiel servidor del rey salio Enrique III. A cambio, Enrique lo invistió con el incalculable ducado de Suabia, que había ocupado tras la temprana muerte del duque Germán IV. En primavera, el 7 de abril de 1045 en Goslar, el título ducal fue conferido a Otón; a cambio, abandonó el cargo de conde palatino, que fue concedido a su primo Enrique I. Asimismo, sus territorios en Kaiserswerth y Duisburgo volvieron a la corona.

## Matrimonio e hijos
Se casó con una hija del conde Hugo VI de Egisheim. Tuvieron una hija, Riquilda (h. 1025-1083), que se casó primero con Germán, conde de Werl, y después con Otón de Nordheim. Otra hija, Hildegarda, se casó con Federico de Büren, y fueron los padres del duque Federico I de Suabia. Recientemente se ha dudado de cualquier alianza matrimonial de Otón.
En 1047, Otón murió inesperadamente en su castillo, el Tomburg, mientras preparaba una campaña imperial contra las fuerzas invasoras del conde Balduino V de Flandes y el conde Teodorico IV de Holanda. Fue enterrado en la abadía de Brauweiler; la ceremonia la celebró su cuñado, el obispo Bruno of Toul, más tarde papa León IX. En 1048, el emperador Enrique III nombró a Otón de Schweinfurt su sucesor como duque de Suabia.